# Valle de Punilla

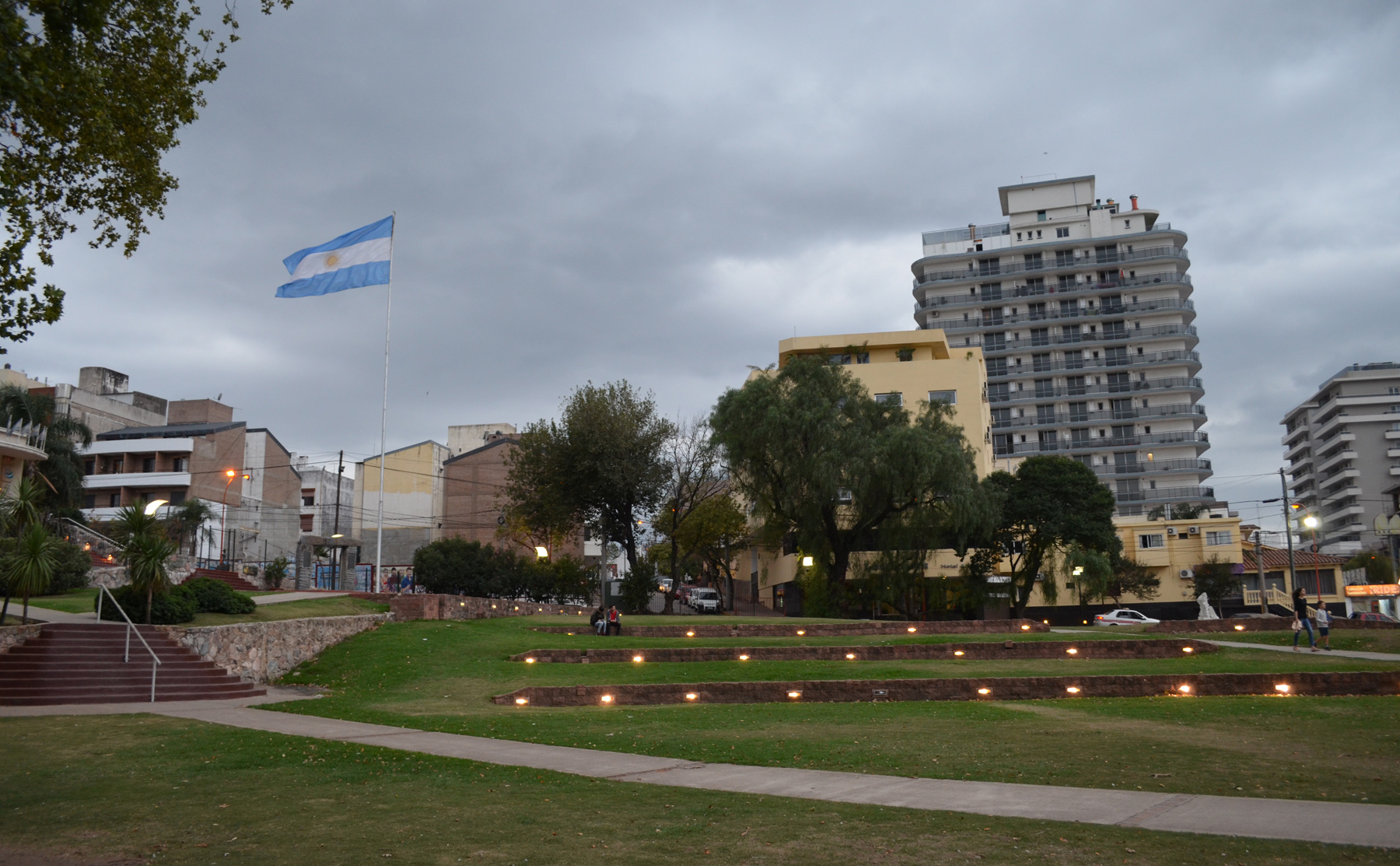
Carlos Paz.

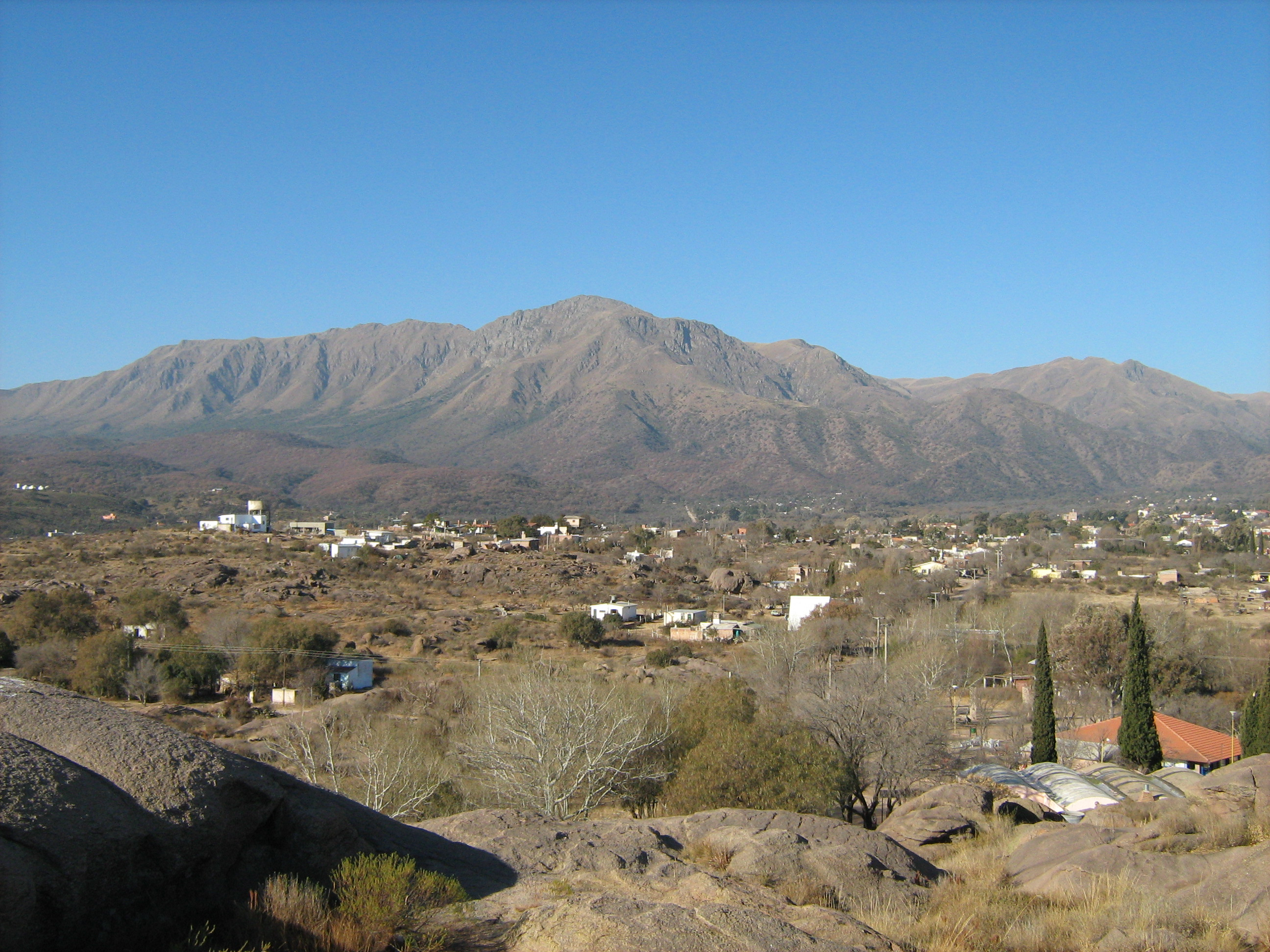
El Cerro Uritorco visto desde El Zapato, Capilla del Monte, en verano.

El Valle de Punilla es un valle cuasi urbanizado del área metropolitana de Córdoba, que se ubica en el centro oeste de la provincia de Córdoba, en la región central de Argentina. Fue de obligado paso en el antiguo camino hacia las provincias del Cuyo. En la actualidad es uno de los principales centros turísticos de ese país. Este valle conforma la mayor parte del territorio del Departamento Punilla.

## Etimología
La denominación del valle de Punilla procede del hecho que en este abundaba el pastizal montano llamado popularmente punilla es decir la actualmente llamada Stipa  ichu antes llamada Stipa ichu punilla.

## Clima
El clima en el valle de Punilla es templado, donde se diferencian claramente las estaciones del año. Las precipitaciones son uniformes a lo largo y ancho de todo el valle, con una pequeña disminución de sur a norte y de este a oeste.
El verano es cálido y húmedo, con importantes tormentas eléctricas, lluvias y ocasionalmente granizo. Las noches son agradables a frescas.
El otoño presenta clima cálido a templado, donde las lluvias disminuyen gradualmente.
El invierno es templado y seco. En esta época se producen temperaturas bajo cero en las noches lo que provoca heladas matutinas. La nieve se hace presente todos los años en las zonas más altas del cordón de las Sierras Grandes, como en Los Gigantes (2374 m s. n. m.) y en las zonas altas de las Sierras Chicas. En ocasiones también se producen nevadas en las zonas más bajas del Valle. En el mes de agosto, es muy común que soplen vientos fuertes del norte, lo que sumado a la falta de lluvias, posibilita la propagación de incendios forestales.
La primavera empieza con temperaturas templadas y con un aumento progresivo de precipitaciones y tormentas eléctricas.

## Geografía
Este valle, como los otros cordobeses, forma parte del extremo sur de la región de las Sierras Pampeanas.

Los límites occidentales del Valle de Punilla están dados por la Sierras Grandes, que le separa del Valle de Traslasierra. Las Sierras Grandes es un sistema orográfico que posee altitudes superiores a los 2000 m s. n. m. (por ejemplo el Cerro de Los Gigantes de 2374 m s. n. m.), limitando con el Valle de Traslasierra, por una aún casi virgen región altiplánica de prados montanos y densos palmares que ofrecen un curioso espectáculo en invierno ya que las palmeras son cubiertas por las nevadas. Tal región es denominada Pampa de Achala. En esta zonas existen conos volcánicos extintos como los del Poca y del Boroa.
Los límites orientales están dados por la Sierras Chicas, que tiene su cumbre máxima se ubica en el Cerro Uritorco de 1950 m s. n. m. de altura (6400 pies en unidades anglosajonas), inmediatamente al este de la ciudad de Capilla del Monte.
El relieve hace que los ríos y arroyos de las Sierras de Córdoba tengan abundantes cascadas (pequeñas aunque muy atractivas) o que sus cursos corran por estrechos cañones no muy profundos aunque sí muy abruptos y de curiosas geoformas, conocidos como «cajones».
El río Cosquín, formado por la confluencia de los ríos San Francisco y Yuspe, corre en dirección norte a sur desembocando en el lago San Roque, al igual que el río San Antonio, pero que fluye de sur a norte. Ambos originan al Río Primero, llamado en ocasiones Suquía, mientras que los ríos Quilpo y Pinto fluyen en dirección norte hacia la cuenca endorreica de las Salinas Grandes, aportando sus caudales al Dique Cruz del Eje. Por las características 'mediterráneas' del clima, estos ríos suelen llevar escaso caudal durante el estío y "crecer" abruptamente durante las temporadas lluviosas de modo que se vuelven torrencialmente muy caudalosos.

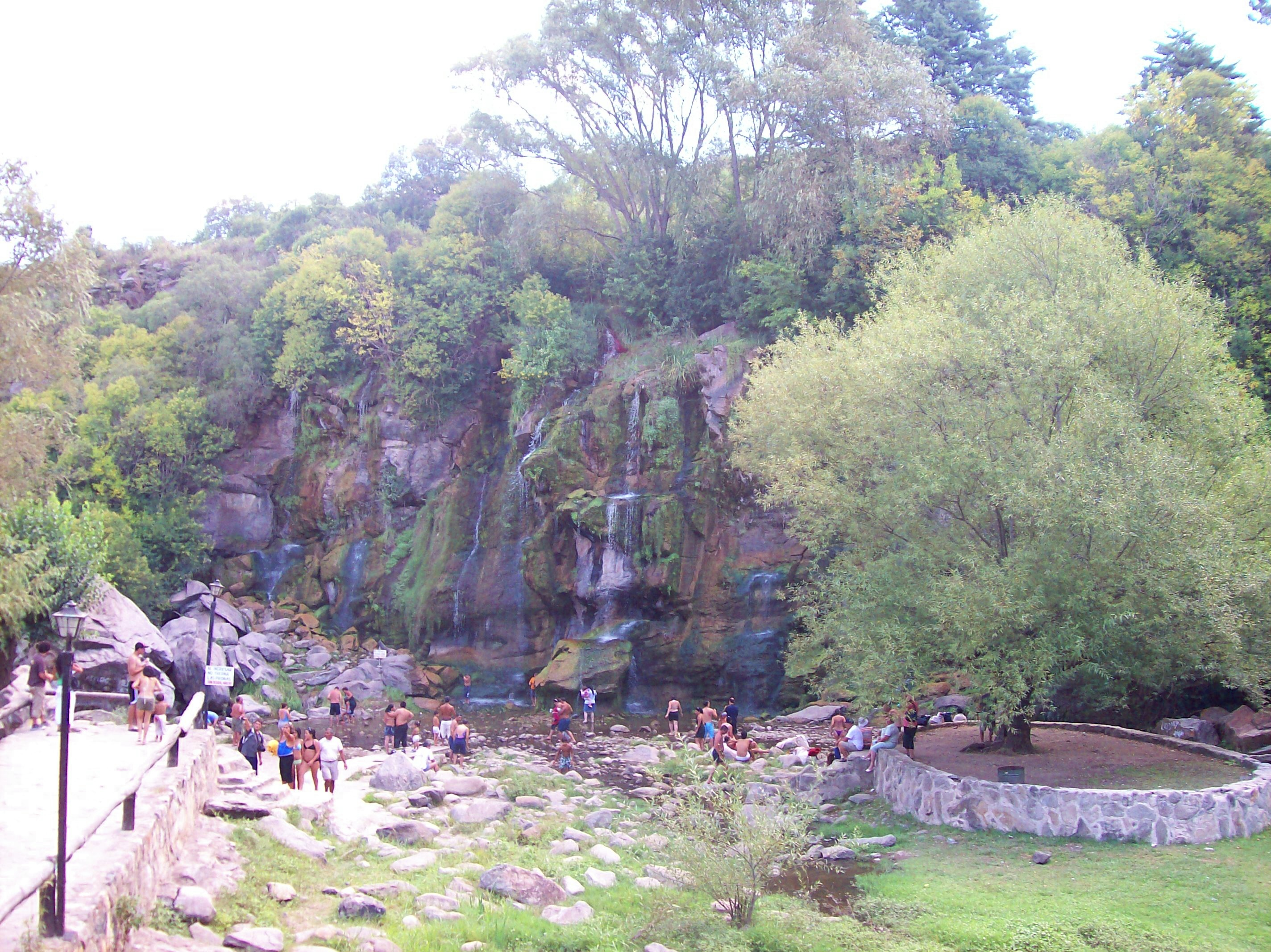
El balneario Siete Cascadas, atracción turística de La Falda

Abundan los lagos-embalses en este valle, siendo el más conocido el de San Roque, a cuyas orillas se encuentra la citada Villa Carlos Paz. El lago San Roque fue formado con el primer gran dique sudamericano, construido por los ingenieros Juan Bialet Massé y Carlos Cassaffousth a fines de siglo XIX, quienes utilizaron casi todo el material fabricado en la zona. El embalse cubrió a la antigua iglesia colonial de San Roque, cuyas ruinas se encuentran ahora sumergidas.
Pocos kilómetros al oeste de Carlos Paz se encuentra la Quebrada de los Condoritos, núcleo del parque natural nacional homónimo, aunque este parque tiene gran parte de su área incluida en el Valle de Paravachasca

## Flora y fauna

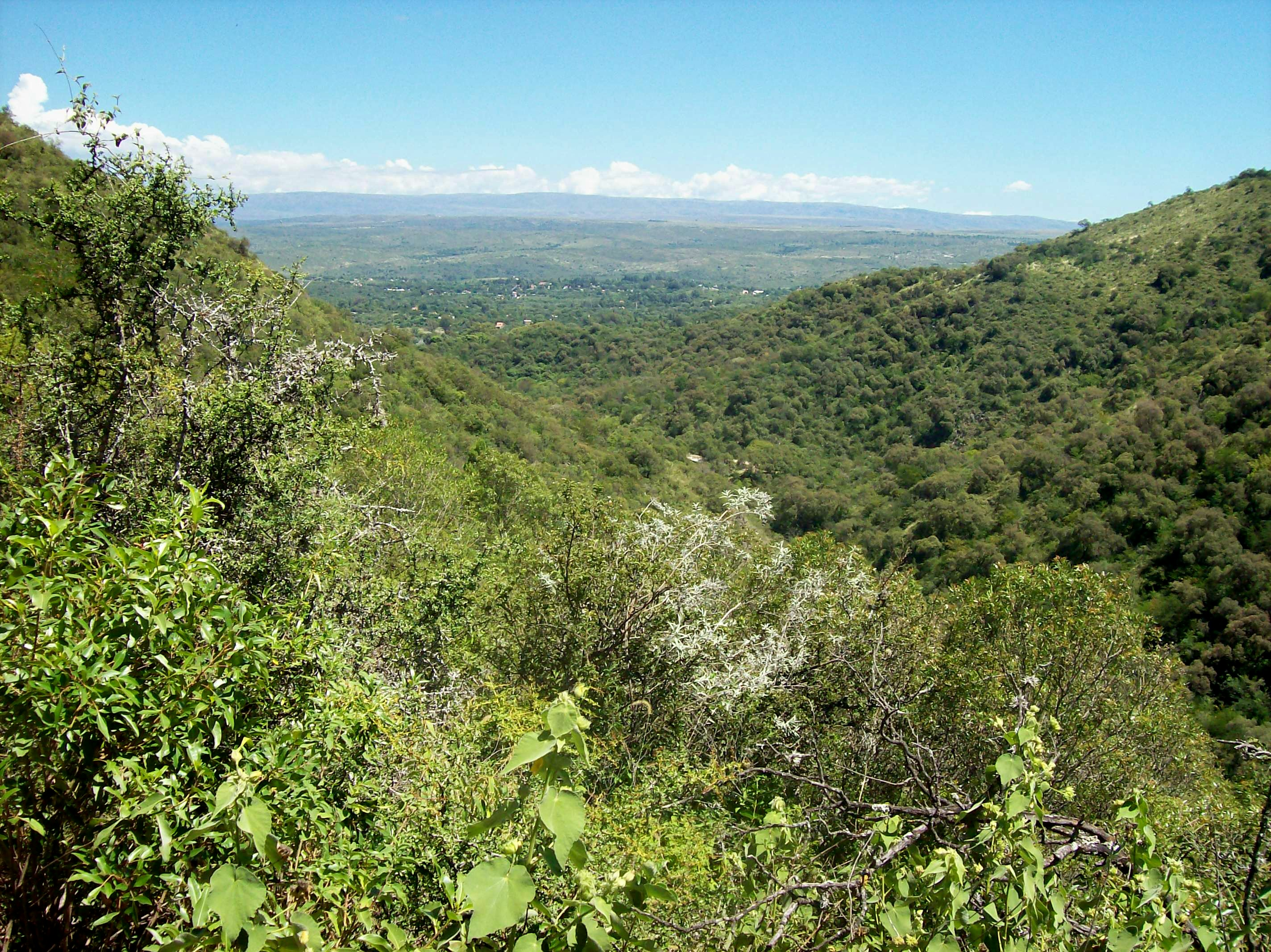
Vaquerías vista desde Valle Hermoso (Córdoba).

La flora consta de bosques de algarrobo criollo, horco quebracho (árbol caducifolio que de abril a julio -otoño- da un amarillento, ocre e incluso dorado a grandes extensiones del paisaje), molle de beber, chañar, mistol, de frutos rojos comestibles usados en Córdoba, el Cuyo y el NOA para dar la yapa (obsequio dado por los comerciantes a los niños hasta inicios de los años 1960); lapacho (de bella flor roja en primavera), sauces criollos, talas y palmeras llamadas en la zona «coco», así como tunas (higuera chumba o nopal) y pequeñas cactáceas (Parodia mammulosa).
La fauna autóctona casi ha sido extinguida en cuanto a las especies mayores a lo largo de los siglos XIX y XX: el jaguar (o «yaguareté» o «tigre americano») ha desaparecido por completo al ser exterminado en la provincia de Córdoba hacia fines de siglo XIX. También han desaparecido los auquénidos (guanacos, llamas) y los cérvidos autóctonos. Es probable que hasta las Sierras de Córdoba y San Luis llegara antes del siglo XVI el tremarctos, u oso de anteojos, (también conocido como oso andino, oso frontino o ucumari), pero se carecen de datos de su existencia en la zona ya en el siglo XIX, lo que también puede decirse de los tapires y pecaríes. Aún se encuentran, aunque muy raramente, el puma, zorros, gatos monteces, comadrejas, cuises, escuerzos, ranitas negras con motas naranjas de la especie Melanophryniscus stelzneri, armadillos y el cóndor entre otros. 
Las aves son bastante abundantes, tanto las autóctonas (loros barranqueros, águilas, aguiluchos, caranchos, patos criollos, jotes, diversos colibríes, halcones peregrinos, golondrinas, benteveos, palomas de la Virgen, pájaros carpinteros, el martín pescador etc.), así como especies alóctonas (especialmente palomas y gorriones etcétera).
La fauna autóctona es, al menos en el 2008, casi en su totalidad de origen europeo, comenzando por los animales domésticos, semidomésticos y de corral: perros, gatos, caballos, asnos ("burros"), porcinos ("chanchos"), caprinos ("chivitos"), ovinos, gallináceas, palomas y gorriones. En ciertas zonas se encuentran en estado silvestre cérvidos europeos como el colorado y suidos como los jabalíes o "chanchos de monte" y lepóridos como las liebres europeas.
En los ríos y lagos se encuentran pejerreyes, truchas, mojarritas y un curioso pez llamado «vieja del agua» que no es más que un pacífico y pequeño siluro (peces gato).

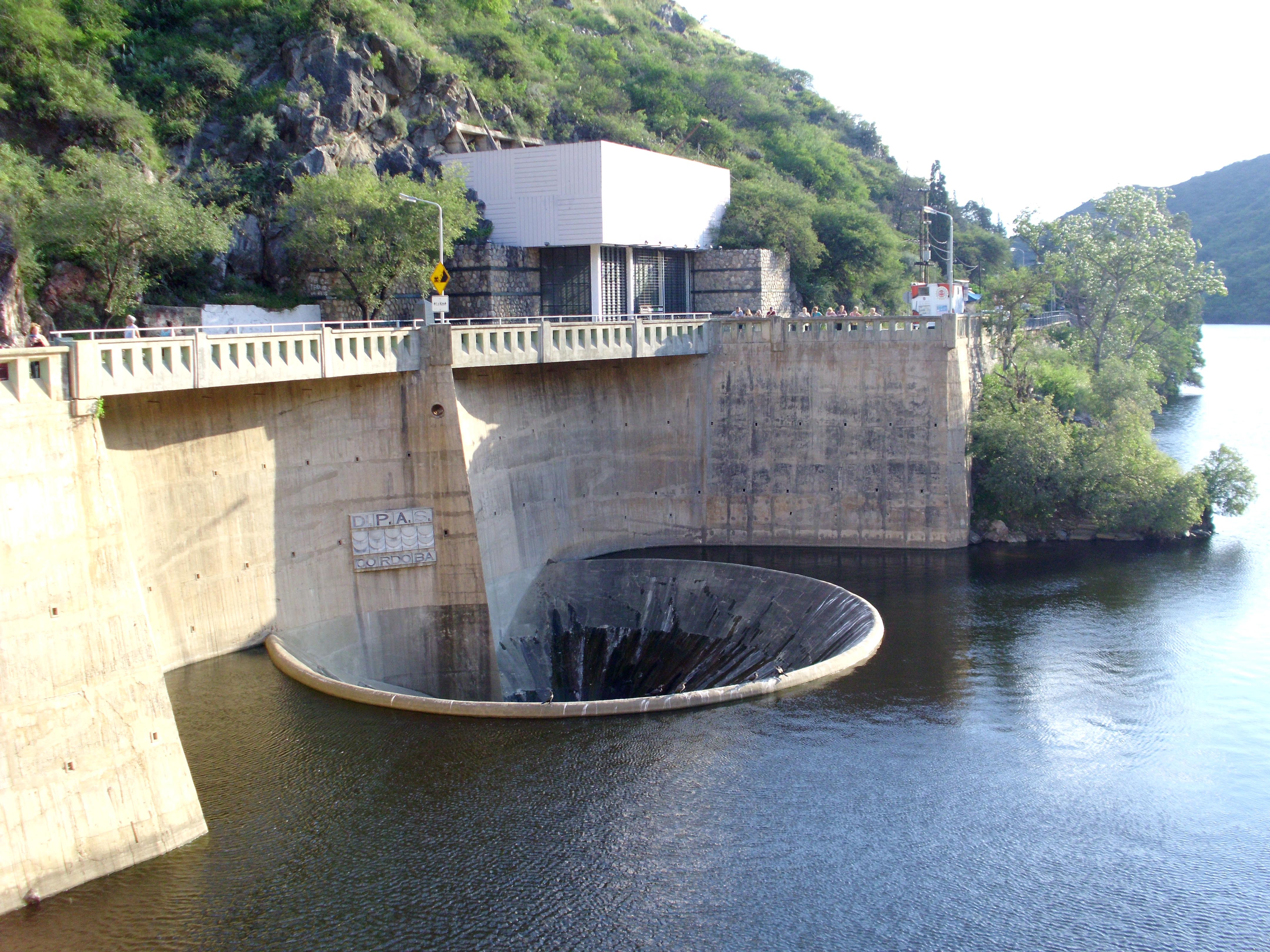
Vertedero del embalse San Roque.

## Historia del Valle de Punilla
Los yacimientos humanos más antiguos actualmente conocidos se remontan a ca. 10.000 u 8.000 años antes del presente (Cultura Ayampitín, Olaen, Ongamira). Prehispánicamente este valle fue uno de los centros de la etnia henîa- kamiâre, vulgarmente conocida como 'los comechingones'. A la llegada de los españoles en el siglo XVI el territorio "comechingón" estaba siendo invadido por el norte y este por los sanavirones procedentes de territorios que actualmente corresponden al centro de la provincia de Santiago del Estero, el sector occidental lindero con Traslasierra y el sector septentrional tenían alguna presencia "indama" (diaguita) de la parcialidad olongasta.
A poco de la fundación de la Córdoba de la Nueva Andalucía por parte del adelantado Jerónimo Luis de Cabrera las tierras del valle fueron repartidas en mercedes y en estancias donde los españoles rápidamente plantaron viñas, olivares e hicieron proliferar ganados europeos; la lucha contra los nativos prehispánicos fue dura aunque relativamente breve, la victoria española se halló facilitada en gran medida por las guerras entre las diversas naciones indígenas, la desestructuración originada por los agentes patógenos para los cuales las poblaciones autóctonas carecían de inmunidad natural y el rápido mestizaje (mixogénesis) en este caso quizás facilitado por las similitudes fisiotípicas de los "comechingones" con los europeos; la zona sería en poco tiempo un núcleo de la población gaucha.
Como zona gaucha fue una de las que prestó mayor apoyo a la causa federal en la Argentina durante la primera mitad del siglo XIX, en especial al caudillo y gobernador cordobés nacido en este valle: Juan Bautista Bustos; por ese mismo motivo, entre 1829 y 1830 el valle sufrió las incursiones y feroces represalias de los subalternos al general unitario José María Paz.
El importante poblamiento de origen europeo que arribó al valle de Punilla desde fines de siglo XIX (aunque el poblamiento europeo se inició en el siglo XVI con los conquistadores españoles), principalmente de origen italiano y español, seguido por alemanes, produjo importantes cambios en el paisaje: beneficiado el valle de Punilla con un excelente clima mesotérmico semejante al mediterráneo, bastante seco aunque con suficiente humedad como para que se desarrollen árboles de gran porte, y siendo bien definidas las cuatro estaciones (en invierno suele nevar en las poblaciones de La Cumbre, Los Cocos, Capilla del Monte y con menor frecuencia en otras localidades, tal como sucede en La Falda), se ha desarrollado una floresta con abundantes especies procedentes de la región holártica, (cipreses, álamos, pinos, cedros, olivos, durazneros, vides, peras, higueras, etcétera) o eucaliptos importados de Australia. Por esta causa, grandes zonas del Valle de Punilla presentan paisajes muy semejantes a los de Italia y España y, en zonas de más altitud, paisajes con apariencias semejantes a las de Europa Central.
La abundancia de bosques y la desaprención ocasionan eventualmente incendios forestales como el que ocurrió en las proximidades de La Cumbre y La Falda a fines del mes de septiembre e inicios del mes de octubre de 2008, aunque la provincia de Córdoba cuenta con un buen dispositivo para combatir los incencidos forestales, este incendio fue apagado naturalmente por una extemporánea nevada (en las zonas altas del valle las nevadas son durante junio y julio).

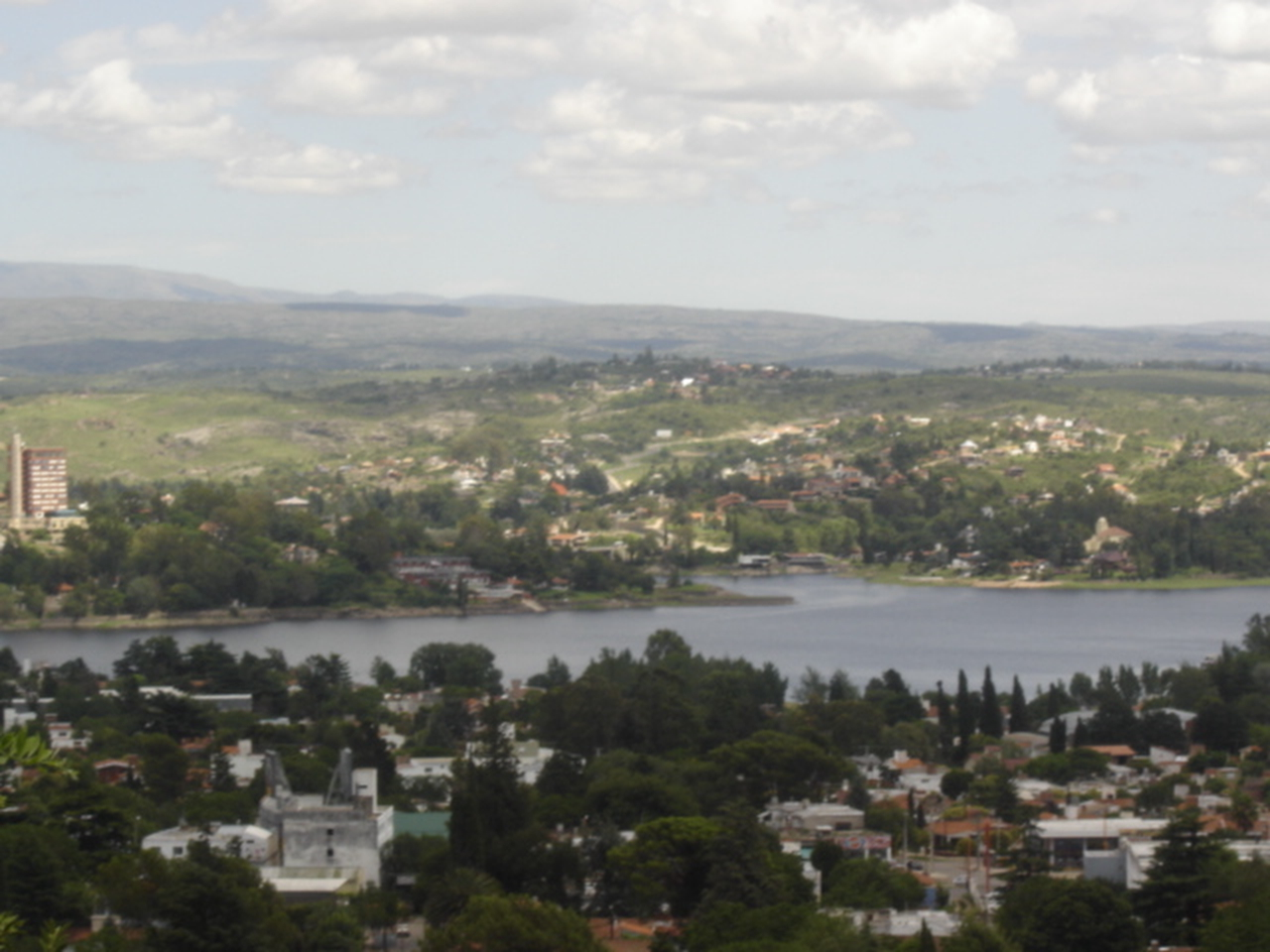
Carlos Paz desde el Cerro de la Cruz.

## Características
Prácticamente todo el Valle de Punilla coincide con el departamento cordobés homónimo que tiene su cabecera en la ciudad de Cosquín (se supone que es un diminutivo de Cusco o Cuzco, es decir la forma españolizada de la palabra runa sini kódsko que significa «ombligo»). 
Aunque el imperio incaico nunca llegó a alcanzar zona alguna de la actual provincia argentina de Córdoba, sí llegó a tener alguna influencia cultural. Cosquín, llamada así por ubicarse en el centro del valle de Punilla, a orillas del río homónimo, en su confluencia con el río Yuspe que procede de agrestes valles menores incluidos en el de Punilla.

## Infraestructura

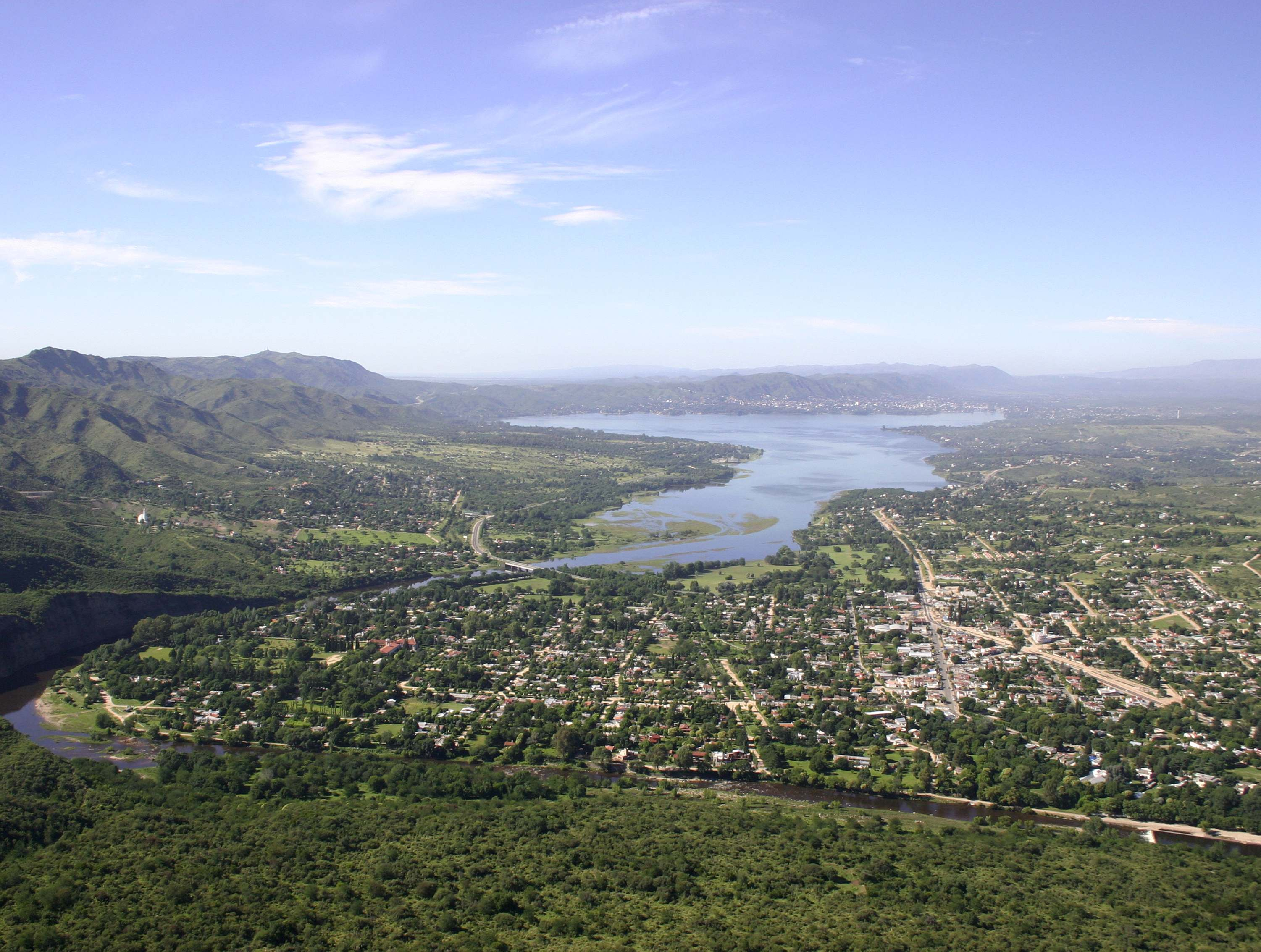
Paisaje desde Bialet Masse.

El Valle de Punilla se encuentra casi inmediatamente al oeste de la capital cordobesa. La ciudad de Villa Carlos Paz, prácticamente en la entrada principal del valle, dista a sólo unos 25 km de dicha ciudad, comunicadas por la autopista Justiniano Posse. Mientras que el ingreso a las ciudades del norte del valle está ganando volumen de tráfico por la Autovía Variante Costa Azul - La Cumbre, que ingresa al valle por la localidad de San Roque. 
El centro del valle está recorrido longitudinalmente de sur a norte por la ruta pavimentada RN 38 (también llamada Avenida General San Martín en algunas localidades), la cual fue reacondicionada y pavimentada a partir de los años 1960; 
Aunque en la actualidad, debido a la población creciente del Valle y al auge turístico, la ruta se encuentra colapsada volviéndose lenta y obsoleta.
En cuanto al ferrocarril, corre a todo lo largo del valle de sur a norte, una vía férrea de trocha angosta (1 m) llamada Tren de las Sierras, que en sus orígenes llegó hasta la ciudad de Cruz del Eje, 20 kilómetros al noroeste del Valle. Esta vía férrea fue realizada entre fines del siglo XIX e inicios del XX en su mayoría por inmigrantes ingleses. 
En dicho ramal actualmente funciona el "Tren de las Sierras", un tren de cercanías administrado por Trenes Argentinos, que por sus actualmente reducidas frecuencias sólo funciona con fines turísticos. El recorrido vincula las ciudades de Córdoba y Valle Hermoso, aunque existen proyectos de extenderlo a todo el valle tal como fue en su origen en el año 1900 y hasta el año 1976 extenso periodo en el cual llegó a tener 10 frecuencias cada 24 horas en el trayecto Ciudad Córdoba – Cruz del Eje.
A pesar de ser un valle urbano y de rápido crecimiento demográfico, las obras de infraestructura vial no avanzan al mismo ritmo, como tampoco la disponibilidad de medios de transporte público. Eso se refleja en el tráfico lento y atascos, especialmente en verano.

## Economía

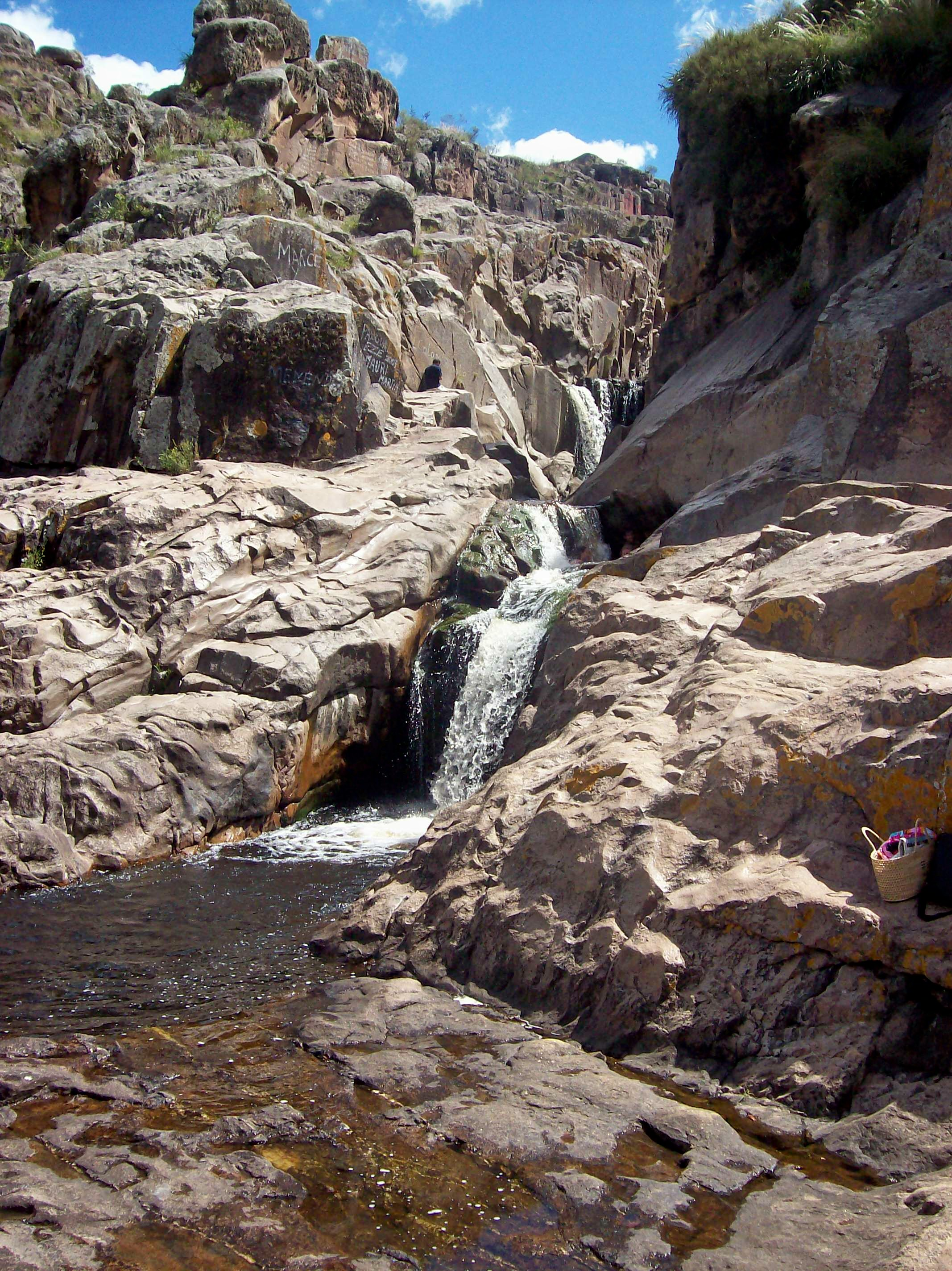
Cascada de Oláen.

Los pobladores suelen realizar artesanías (incluso comidas artesanales): cestos, objetos realizados con palmas y totora, cerámicas, objetos realizados con piedras (incluso piedras semipreciosas), quesos y quesillos de cabra, pan casero horneado en hornos redondos de barro alimentados a leña, pastelitos de hojaldre, empanadas, chorizos, salamines, jamones, alfajores, dulces y arropes de tuna, chañar, licores de peperina, sombreros y otros artículos de totora y palma caranday (llamada en Punilla "coco" aunque no sea cocotera) seca, juguetes y muñecos de paño lenci. 
Aunque desde fines de siglo XIX la principal actividad ecomómica se centra en el turismo, favorecido por amenos climas y bellos paisajes poseyendo por esto una nutrida infraestructura con abundantes hosterías, hostings; hoteles; bellos cámpines, como así también varios parques de atracciones, teatros, balnearios, una variada oferta gastronómica y numerósas opciones de turismo alternativo: trekking, pesca, ciclismo, escalada, etcétera.
Al formar parte de una metrópolis como lo es el Gran Córdoba, se observa mucha migración pendular o pasajeros commuter, que viajan a diario a otras ciudades del valle o a la propia ciudad de Córdoba para realizar sus tareas laborales o escolares. Aunque el caro precio del transporte de autobús y las prácticamente inexistentes alternativas de transportes no permiten que esa interrelación aumente al ritmo de la población, lo que repercute en un pobre avance en materia de economía y calidad de vida de los ciudadanos.

## Ciudades principales
Las localidades que poseen jerarquía de ciudad son:
Carlos Paz, Cosquín, La Falda y Capilla del Monte.
También hay poblaciones de menor tamaño aunque destacadas como centros turísticos, por ejemplo: Tanti, Bialet Massé, Santa María, Casa Grande, Valle Hermoso, Huerta Grande, Villa Giardino, La Cumbre, Los Cocos, entre otras.
Todas se encuentran ubicadas longitudinalmente a lo largo del Valle de Punilla formando un aglomerado urbano ininterrumpido en pleno proceso de expansión favorecido, en gran medida, por habitantes de la ciudad de Córdoba que buscan mejor calidad de vida en los suburbios, como así también personas de otros puntos de la provincia de Córdoba y Argentina que deciden radicarse en el lugar en busca de paisajes bellos y buen clima.

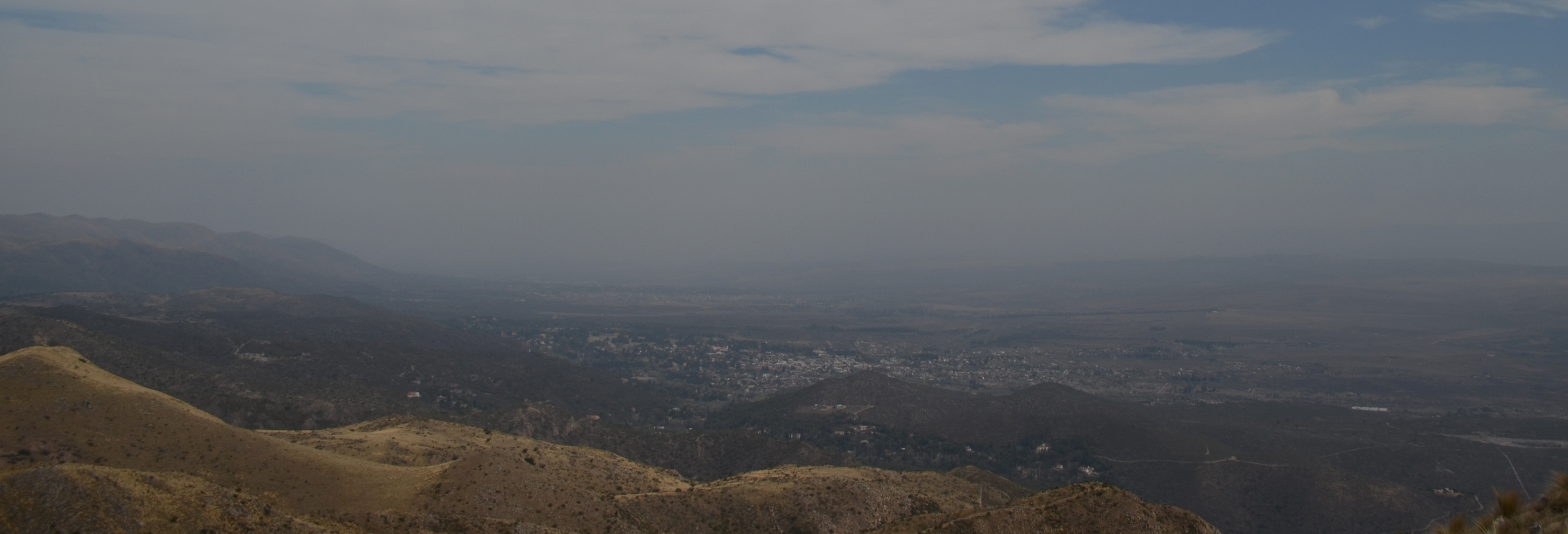
Panorámica del valle de Punilla en invierno. Debido a su clima en los meses de invierno es semiárido en ciertas zonas y en otras nieva.